# Paulo Dybala
Paulo Exequiel Dybala, född 15 november 1993, är en argentinsk fotbollsspelare (forward) som spelar för Roma och Argentinas landslag. Han är ofta kallad "La Joya" (Juvelen) tack vare sin kreativa typ av spel, hastighet, talang, teknik och öga för mål. Dybala kan spela på valfri offensiv position och kan utöver anfallare även spela som offensiv mittfältare, ytter, eller som släpande anfallare.

## Klubblagskarriär

### Instituto de Córdoba
Paulo Dybalas fotbollskarriär började i den argentinska fotbollsklubben Instituto de Córdoba. Under hans första säsong spelade klubben i Argentinas andra division. Han gjorde 17 mål på 38 ligamatcher för Instituto de Córdoba.

### Palermo
Efter att han påbörjade sin karriär i Argentina med Instituto år 2011, flyttade han till den italienska klubben US Città di Palermo 2012.  Hans första mål för Palermo kom mot Sampdoria i Serie B. Redan innan Dybala hade skrivit på för Palermo, var det många som jämförde honom med Sergio Agüero. Dybala var inte nöjd med denna jämförelse. “I like to be considered Paulo Dybala and that is all. I don’t want comparisons with Agüero.” Dybalas sista mål för klubben kom mot AC Milan, den 4 mars 2015 i Serie A.

### Juventus
Sommaren 2015 köpte Juventus Dybala för omkring 32 000 000 £ (plus 8 000 000 € i tillägg). Sin första match spelade han mot Lazio i Supercoppa italiana. Juventus vann matchen 2-0 och Dybala gjorde även sitt första mål för klubben.

### Roma
Den 20 juli 2022 värvades Dybala av Roma, där han skrev på ett treårskontrakt.

## Landslagskarriär
På grund av Dybalas polska och italienska rötter fanns möjligheten till att utöver sitt födelseland Argentina även representera Polen och Italien. Han valde att representera Argentina på landslagsnivå. Hans internationella seniordebut kom den 14 oktober 2015 i VM-kvalet mot Paraguay. Han har deltagit i två upplagor av Fotbolls-VM, och var uttagen i truppen till Copa America 2019. Han spelade endast 22 minuter under Fotbolls-VM 2018 i Ryssland då han byttes in i andra halvlek i 3-0-förlusten mot Kroatien. Under VM-finalen i Qatar 2022 som gick till straffar mot Frankrike satte Dybala en av Argentinas fyra straffar. Argentina vann matchen och säkrade därmed nationens tredje VM-pokal någonsin. Dybala spelade dock endast 18 matchminuter under turneringens gång (17 minuter mot Kroatien och 1 minut mot Frankrike).

## Privatliv
Paulo Dybala växte upp i den lilla staden Laguna Larga, cirka en timmes bilfärd från den större staden Córdoba. När han var fjorton år avled hans far i cancer. Dybala är av polsk och italiensk härkomst. Han har dubbla medborgarskap, ett argentinskt och ett italienskt. Han är sedan 2018 i ett förhållande med den argentinska modellen, skådespelerskan och sångerskan Oriana Sabatini, som är systerdotter till den argentinska tennisspelaren Gabriela Sabatini. Den 20 juli 2024 gifte sig paret i Buenos Aires.

## Meriter
Juventus
Serie A: 2015/2016, 2016/2017, 2017/2018, 2018/2019, 2019/2020
Coppa Italia: 2015/2016, 2016/2017, 2017/2018, 2020/2021
Italienska Supercupen: 2018, 2020
Argentina
Finalissima 2022
VM-guld 2022